# Sagala (Pakistan)
Pour les articles homonymes, voir Sagala et Sangala.

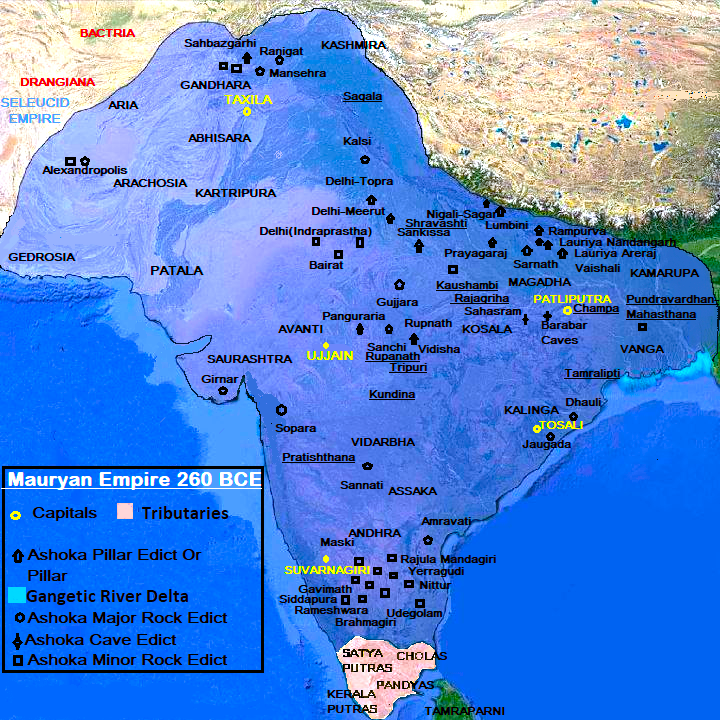
Sagala dans l'Empire Maurya sous Ashoka le Grand (vers 260 av.)

Sagala, en sanskrit : साकला (Sakala), en grec ancien : Σάγγαλα (Sangala), est une ancienne ville de l'Inde,, probablement située à l'emplacement de l'actuelle ville de Sialkot, dans le nord de la province du Pendjab au Pakistan,,,.
Capitale du royaume de Madra, cette ville est rasée en 326 av. J.-C. lors de la campagne d'Alexandre le Grand en Inde. Au IIe siècle av. J.-C., Sagala est la capitale du royaume indo-grec de Ménandre Ier, qui aurait embrassé le bouddhisme à la suite de ses échanges avec un moine bouddhiste, réunis dans le Milindapanha, un traité bouddhique qui mentionne sa conversion. Sagala devient sous son règne un centre majeur du bouddhisme et prospère en tant que centre commercial de premier plan,.

## Sagala dans leMahabharata:Sakala
La Sagala des Grecs est probablement la ville mentionnée sous le nom de Sakala (sanskrit : साकला) dans l'épopée du Mahabharata. Les deux villes occuperaient le même emplacement.
La ville de Sakala décrite par le Mahabharata est réputée pour les manières libres et relâchées de ses femmes qui vivent dans les forêts autour de la ville.
La ville aurait été située dans la région de Sakaladvipa entre les rivières Chenab et Ravi, maintenant connue sous le nom de Rechna Doab (en). La ville était située à côté d'une rivière du nom d'Apaga et du clan des Vahikas connu sous le nom des Jarttikas. Nakula, le fils du roi Pându se rendant à Sakala, fit accepter, par affection pour son oncle Shalya, la domination des Pandavas (Mbh 2:31).[pas clair]
Selon le Mahabharata, le troisième Pandava, Arjuna, bat tous les rois de Sakala dans sa conquête de Rajasuya. L'un des rois mentionnés ici est Prativindhya (qui n'est pas le fils de Yudhishthira et Draupadi).

## Histoire

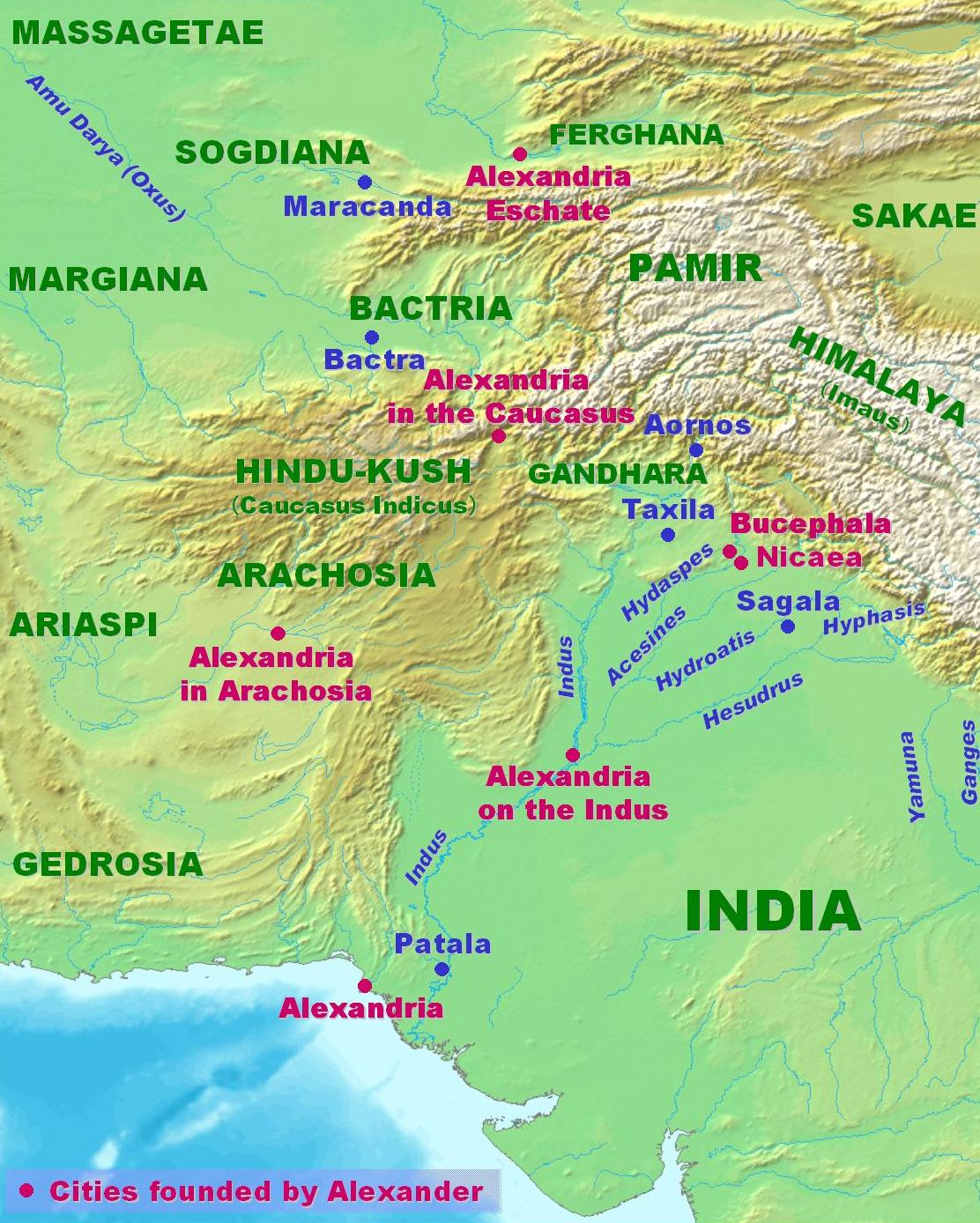
Sagala a été inclus dans la campagne d'Alexandre dans l'Inde ancienne.

L'histoire de Sagala est lacunaire, en dehors de quelques événements relativement bien documentés.

### Période des Sakas
La ville a peut-être été habitée par les Sakas (Scythes d'Asie centrale) ayant migré vers le sous-continent.

### Campagne d'Alexandre (326 avant notre ère) et période indo-grecque
Après avoir conquis l'Empire perse, Alexandre poursuit son expédition jusqu'en Inde.
Sagala est alors habitée par des gens qu'Arrien nomme « Cathéens » dans son Anabase. Après avoir traversé la rivière Chenab, Alexandre est rejoint par Poros avec des éléphants et 5000 soldats, et entame le siège de Sagala, où les Cathéens[réf. nécessaire] se sont retranchés. La ville est prise, puis rasée, et nombre de ses habitants sont tués :

« Les Cathéens (...) ont une ville forte près de laquelle ils ont décidé de prendre position, nommée Sangala. (...) Le lendemain, Alexandre laisse reposer ses troupes, et le troisième jour il s'avance sur Sangala, où les Cathéens et leurs voisins qui les ont rejoints sont rassemblés devant la ville. (...) À ce stade également, Poros arrive, amenant avec lui le reste des éléphants et quelque cinq mille hommes de ses troupes. (...) Alexandre retourne à Sangala, rase la ville et annexe son territoire ». »

Sagala est ensuite reconstruite et établie comme l'avant-poste le plus oriental de l'empire d'Alexandre.

### Période de l'Empire shunga (185-73 avant notre ère)

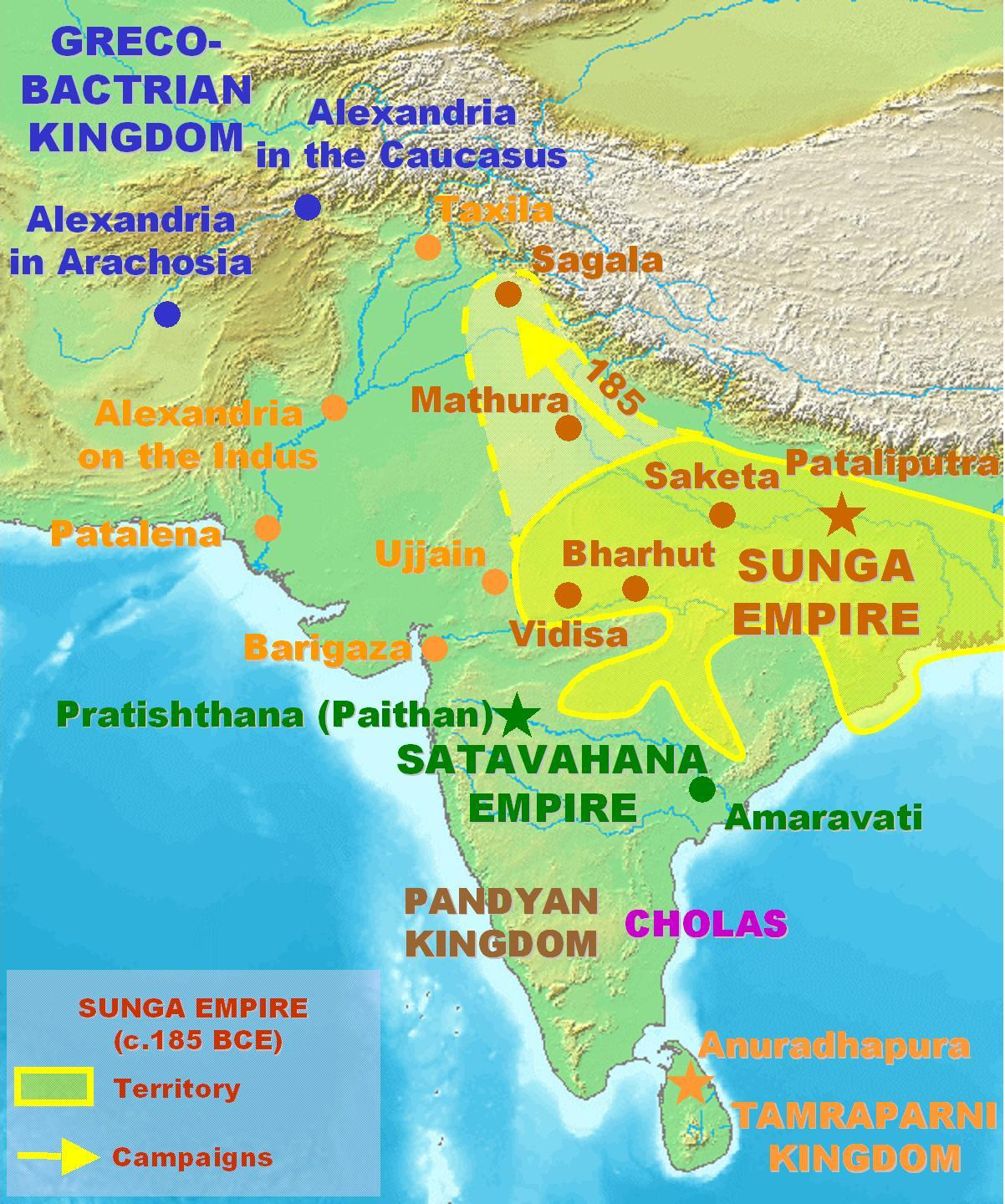
Sagala dans le cadre de l'Empire shunga (vers 185-73 av. J.-C.)

Après avoir renversé l'Empire maurya, Pushyamitra Shunga fonde l'empire l'Empire Shunga dont il étend le territoire vers le nord-ouest jusqu'à Sagala. Selon l'Ashokavadana (IIe siècle), le roi persécute les bouddhistes :

« Ensuite, le roi Pushyamitra équipa une quadruple armée, et il se rendit au Kukkutarama, avec l'intention de détruire la religion bouddhiste. (...) [Après trois essais sans succès,] Pushyamitra convoqua la communauté et dit aux moines : "Je vais détruire la religion du Bienheureux [le Bouddha]. Préférez-vous garder les stupas ou le sanghâràma [monastère] ?" Les moines décidèrent de garder les stúpas. Pusyamitra détruisit donc le sanghâràma, tua les moines qui s'y trouvaient et s'en alla. Après quelque temps, il arriva à Säkala, et proclama qu'il donnerait une récompense de cent dinâra à quiconque lui apporterait la tête d'un moine bouddhiste. »

### Sagala dans leMilindapanha(vers 150 avant notre ère)
Durant l'ère Yavana (en), Sagala, rebaptisée Euthydemia par les Grecs, est la capitale du roi gréco-bactrien (ou indo-grec) Ménandre pendant son règne (de 160 à 135 av. J.-C).
De nombreuses villes gréco-bactriennes et même certaines villes indo-grecques[pas clair] sont conçues selon les principes de l'urbanisme grec.
Des récits littéraires[Lesquels ?] suggèrent que les Grecs vivaient en relative harmonie avec la population de villes comme Sagala, contrairement à ce qui se passait dans d'autres régions, certains autochtones adoptant même les responsabilités de la citoyenneté grecque[pas clair] tandis que, plus étonnamment[pas clair], des Grecs se convertissent au bouddhisme et adoptent les traditions locales.
Les meilleures descriptions de Sagala proviennent du Milindapañha, ouvrage sous forme d'un dialogue entre le roi Ménandre (Milinda) et le moine bouddhiste Nagasena. Des historiens comme William Woodthorpe Tarn pensent[Où ?] que ce document a été écrit environ cent ans après le règne de Ménandre, mais des études plus récentes montrent qu'il s'agit d'un texte composite, sans doute créé au IIe siècle av. J.-C. et qui a connu des ajouts jusqu'au Ve siècle de notre ère. C'est l'un des meilleurs témoignages durables de l'efficience et de la bienveillance de son règne, ce qui a fait que la théorie plus moderne selon laquelle il était considéré comme un Chakravartin - Roi de la Roue ou littéralement Tourneur de Roue en Sanskrit - est généralement acceptée[réf. nécessaire].
Cependant, la localisation de Sagala dans le Milindapanha est l'objet de débats, tout comme l'assimilation de Milinda à Ménandre,. Jean Varenne résume bien le problème: « Tout est vraisemblable dans ce texte (les noms des personnages, l'atmosphère propre aux entretiens, l'hellénisation culturelle de cette partie de l'Asie) mais rien n'est historiquement certain, au moins en l'état actuel des connaissances. » Par ailleurs, les sources qui sont arrivées jusqu'à nous laisse apparaître un roi qui ne manifesta probablement pas beaucoup plus qu'une attitude neutre et tolérante envers ses sujets bouddhistes.
Le Milindapanha s'ouvre avec une description de la ville. Cependant, en 1923 déjà, l'indianiste Louis Finot notait que ce passage « n'est qu'une série de lieux communs » :

« Il y avait chez les Yonakas [les Grecs] une cité nommée Sâgalâ, riche en centres de commerce de toute sorte, ornée de rivières et de montagnes, avec des coins charmants: parcs, jardins, bosquets, lacs, étangs de lotus, avec toute la séduction des eaux, des monts et des bois. De savants géomanciens en avaient dressé le plan. Ses adversaires et ses ennemis, domptés, avaient renoncé à lui nuire. Elle avait des tours de garde et des forts nombreux et solides, des portes monumentales et des arcades élégantes, une citadelle entourée de fossés profonds et de murs blancs. Rues, carrefours, places y étaient bien distribués. On y admirait des boutiques pleines d'objets de choix, variés et bien exposés, des centaines de halles à aumônes, et un nombre infini de belles demeures pareilles aux cimes de l'Himalaya. Les quatre corps de l'armée: éléphants, chevaux, chars, gens de pieds, y étaient réunis. Un flot de beaux hommes et de femmes gracieuses y passait. Dans les foules pressées, on distinguait les nobles, les brahmanes, les bourgeois et les gens du peuple. Ascètes et brahmanes s'y coudoyaient avec courtoisie, et on y rencontrait les savants les plus éminents. Elle abondait en magasins d'étoffes variées: tissus de Kâsi, de Kotumbara, etc.; elle était toute embaumée par les boutiques de fleurs et de parfums aux brillants étalages. Toutes les pierres précieuses qu'on peut souhaiter s'y trouvaient à profusion. Dans toutes les directions, des boutiques bien agencées étaient remplies d'objets de parure. Elle était, en quelque sorte, jonchée de pièces de cuivre, d'argent et d'or, un séjour de trésors rutilants. Toutes les richesses, toutes les commodités y affluaient. Caisses et greniers étaient pleins. On y trouvait en foule les vivres les plus variées, tout ce qui se mange, se mâche, se suce, se boit, se savoure. C'était un pays opulent comme l'Utturakuru, une cité des dieux comme Alakamandâ. »